# Union démocrate européenne
L'Union démocrate européenne, créée en 1978, est la branche officielle de l'Union démocrate internationale en Europe. En 2002, elle fusionne avec le Parti populaire européen, à l'exception du Parti conservateur britannique qui préfère rejoindre le sous-groupe des Démocrates européens au sein du groupe du Parti populaire européen et des Démocrates européens au Parlement européen. De fait, l'UDE n'a plus d'activité propre.

## Histoire
L'Union démocrate européenne est fondée en avril 1978 à Salzbourg par des partis conservateurs. Elle regroupe à sa fondation l'Union chrétienne-démocrate d'Allemagne l'Union chrétienne-sociale en Bavière, le Parti populaire autrichien, le Parti conservateur (Royaume-Uni), le Parti populaire conservateur (Danemark), le Parti de la coalition nationale (Finlande), le Rassemblement pour la République (France), le Parti conservateur (Norvège), le Centre des démocrates sociaux (Portugal), les Modérés (Suède). Le Parti populaire sud-tyrolien (SVP) et le Parti républicain français sont observateurs. Contrairement au Parti populaire européen (PPE) et à la Fédération des partis libéraux et démocrates en Europe, l'UDE ne couvre alors pas que les pays membres de la Communauté européenne. La CDU, la CSU et le SVP appartiennent simultanément à l'UDE et au PPE, tandis que le Parti républicain est observateur au sein de l'UDE et membre de la Fédération des partis libéraux et démocrates en Europe.

## Partis membres
- Albanie:
  - Parti démocrate d'Albanie
- Allemagne : 
  - Union chrétienne-démocrate d'Allemagne
  - Union chrétienne-sociale en Bavière
- Autriche : 
  - Parti populaire autrichien
- Bosnie-Herzégovine :
  - Parti du progrès démocratique
- Bulgarie :
  - Parti démocratique
  - Union des forces démocratiques
- Chypre : 
  - Rassemblement démocratique
- Croatie :
  - Union démocratique croate
- Danemark :
  - Parti populaire conservateur
- Espagne :
  - Parti populaire
- Estonie : 
  - Union de la patrie
  - Res Publica ;
- Finlande :
  - Parti de la coalition nationale ;
- France : 
  - Les Républicains
- Grèce : 
  - Nouvelle démocratie
- Hongrie :
  - Fidesz (Union civique hongroise),
  - Forum démocrate hongrois
- Islande :
  - Parti de l'indépendance
- Irlande : 
  - Fine Gael ;
- Italie :
  - Forza Italia
- Lettonie :
  - Nouvelle Ère
  - Parti populaire
- Liechtenstein
  - Parti progressiste des citoyens
  - Union patriotique
- Lituanie :
  - Union de la patrie - Chrétiens-démocrates lituaniens
- Norvège :
  - Parti conservateur
- Pays-Bas : 
  - Appel chrétien-démocrate
- Pologne :
  - Union pour la liberté
- Portugal : 
  - Parti social-démocrate)
  - CDS – Parti populaire
- République tchèque :
  - Parti démocratique civique
- Roumanie :
- Royaume-Uni :
  - Parti conservateur
- Serbie : 
  - Parti démocrate de Serbie
  - G17 Plus
- Slovénie :
  - Parti démocratique slovène
- Suède :
  - Modérés
- Turquie :
  - Parti de la mère patrie
  - Parti de la juste voie

## Observateurs permanents
- Biélorussie :
  - Parti civil uni de Biélorussie
- Italie :
  - Parti populaire sud-tyrolien
  - Union de centre
- Luxembourg : 
  - Parti populaire chrétien-social
- Macédoine :
  - Organisation révolutionnaire macédonienne intérieure - Parti démocratique pour l'unité nationale macédonienne
  - Parti démocratique des Albanais
- Malte :
  - Parti nationaliste
- Suisse :
  - Parti démocrate-chrétien

## Liens
- L'UDE sur le site de l'UDI